# ベッラ (フェラーラ県)
ベッラ（イタリア語: Berra）は、イタリア共和国エミリア＝ロマーニャ州フェラーラ県に存在した、人口約4,700人の基礎自治体（コムーネ）。
2019年1月1日にロと合併してリーヴァ・デル・ポーの一部となった。

## 地理

### 位置・広がり・地勢

#### 隣接コムーネ
コムーネとしてのベッラは、以下のコムーネと隣接していた。括弧内のROはロヴィーゴ県所属を示す。
- コッパーロ
- メゾーラ
- コディゴーロ
- ロ
- ヨランダ・ディ・サヴォーイア
- アリアーノ・ネル・ポレージネ (RO)
- パポッツェ (RO)
- ヴィッラノーヴァ・マルケザーナ (RO)
- クレスピーノ (RO)